# Marcus Sloan
Marcus Sloan (Houston, 19 novembre 1982) è un ex cestista statunitense, professionista in Europa.

## Palmarès
- Campionato svizzero: 1

Fribourg: 2007-08
- Coppa di Lega Svizzera: 2

Fribourg: 2008, 2009
- Coppa di Svizzera: 1

Starwings: 2010